# Брис, Эдмунд
Э́дмунд Брис (англ. Edmund Breese; 18 июня 1871, Бруклин, Нью-Йорк — 6 апреля 1936, Нью-Йорк, Нью-Йорк) — американский актёр театра и кино, в единичных случаях выступал как сценарист и режиссёр (как в театре, так и в кино).

## Биография
Эдмунд Брис родился 18 июня 1871 года в Бруклине (Нью-Йорк). Отца звали Реншоу Брис, мать — Джозефина Басби. С 1895 года начал играть в театрах, в том числе с 1900 года — в бродвейских. С 1914 года начал сниматься в кино и за 21 год (1914—1935) появился в 130 кинофильмах и киносериалах, 14 из которых были короткометражными, а в 8 случаях он не был указан в титрах. Амплуа — судьи, адвокаты, военные; часто ему поручали роли азиатов.
Скончался 6 апреля 1936 года от перитонита в Нью-Йорке.

## Бродвейские работы
- 1900—1901 — Монте-Кристо / Monte Cristo — Данглар, бухгалтер, позднее — барон и банкир-миллионер
- 1903 — Ромео и Джульетта / Romeo and Juliet — Ромео Монтекки
- 1904 — Король-пастух / The Shepherd King
- 1905 — ? / Strongheart — Чёрный Орёл
- 1905—1906 — Лев и мышь / The Lion and the Mouse — Джон Бёркетт Райдер
- 1909 — Третья степень / The Third Degree
- 1910 — Просто жена[англ.] / Just a Wife — Джон Эмерсон
- 1910 — Транжира / The Spendthrift — Ричард Уорд
- 1911 — Пугало / The Scarecrow — Дикон
- 1911—1912 — Человек чести / A Man of Honor[3]
- 1912 — Право быть счастливым / The Right to be Happy — Джеймс Морхаус
- 1913 — Вдохновитель / The Master Mind — Вдохновитель
- 1913 — Любовный поводок / The Love Leash[4]
- 1916 — Ярмарка страха / The Fear Market
- 1917 — Друг Марта / Friend Martha
- 1917—1918 — Зачем жениться?[англ.] / Why Marry?
- 1920—1921 — Добро пожаловать, незнакомец / Welcome Stranger — Ичабод Уитсон
- 1921—1922 — Восьмая жена Синей Бороды / Bluebeard's Eighth Wife — Джон Брэндон
- 1922—1923 — Итак, это Лондон / So This Is London — Хирам Дрейпер
- 1925—1926 — Молодая кровь / Young Blood
- 1925—1926 — Рыцарство / Chivalry — Эмерсон Джарвис
- 1935—1936 — Ночь 16 января / Night of January 16th — Флинт, окружной прокурор

## Избранная фильмография
- 1914 — Вдохновитель[англ.] / The Master Mind — Ричард Аллен
- 1914 — Стены Иерихона[англ.] / The Walls of Jericho — Джек Фробишер
- 1915 — Убийство Дэна Макгрю[англ.] / The Shooting of Dan McGrew — Джим Максвелл
- 1916 — Слабость или сила[англ.] / The Weakness of Strength — Даниэль Гейнор
- 1920 — Его временная жена[англ.] / His Temporary Wife — судья Лэтон
- 1922 — По ту сторону радуги[англ.] / Beyond the Rainbow — инспектор Ричардсон
- 1924 — Беспокойные жёны[англ.] / Restless Wives — Хобарт Ричардс
- 1925 — Лесной пожар[англ.] / Wildfire — сенатор Вудхёрст
- 1925 — Подкаблучник[англ.] / Womanhandled — дядя Лестер
- 1926 — Коричневая шляпа[англ.] / The Brown Derby — Джон Дж. Колдуэлл
- 1927 — Рай для двоих[англ.] / Paradise for Two — дядя Говард
- 1928 — Кто нашёл, берёт себе[англ.] / Finders Keepers — полковник Гастингс
- 1928 — Время-не-ждёт[англ.] / Burning Daylight — Джон Доссетт
- 1928 — Дом с привидениями[англ.] / The Haunted House — дядя Герберт
- 1928 — На суде[англ.] / On Trial — судья
- 1928 — Завоевание[англ.] / Conquest — Уильям Холден
- 1929 — Необычный багаж[англ.] / Fancy Baggage — Джон Хардин
- 1929 — Сонни Бой[англ.] / Sonny Boy — Торп
- 1929 — Девушки сходят с ума[англ.] / Girls Gone Wild — судья Эллиотт
- 1929 — Готтентот[англ.] / The Hottentot — Олли
- 1930 — Держи всё[англ.] / Hold Everything — Поп О’Киф
- 1930 — На Западном фронте без перемен / All Quiet on the Western Front — герр Мейер
- 1930 — Царь Бродвея[англ.] / The Czar of Broadway — МакНаб
- 1930 — Бурные воды[англ.] / Rough Waters — капитан Томас
- 1930 — Морская летучая мышь[англ.] / The Sea Bat — Мэддокс
- 1930 — Высокая скорость[англ.] / Top Speed — Спенсер Колгейт
- 1930 — Яркие огни[англ.] / Bright Lights — Гаррис
- 1930 — Плейбой из Парижа[англ.] / Playboy of Paris — генерал (в титрах не указан)
- 1930 — Кисмет[англ.] / Kismet — Джаван
- 1931 — Раскрашенная пустыня[англ.] / The Painted Desert — судья Мэттьюс
- 1931 — Милли[англ.] / Millie — адвокат
- 1931 — Общественный защитник[англ.] / The Public Defender — Фрэнк Уэллс
- 1931 — Платиновая блондинка / Platinum Blonde — Конрой, редактор
- 1931 — Мораль для женщин[англ.] / Morals for Women — мистер Хастон
- 1931 — Мата Хари / Mata Hari — надзиратель
- 1932 — Наёмный убийца[англ.] / The Hatchet Man — Ю Чанг
- 1932 — Перекрёстный допрос[англ.] / Cross-Examination — Дуайт Симпсон, обвинитель
- 1932 — Какой ты меня желаешь[англ.] / As You Desire Me — монах (в титрах не указан)
- 1932 — Поезд едет сквозь ураган[англ.] / The Hurricane Express — Фрэнк Стрэттон
- 1932 — Хижина в хлопчатнике / The Cabin in the Cotton — Холмс Скотт
- 1932 — Мадам Баттерфляй[англ.] / Madame Butterfly — дед Чо-Чо Сан
- 1932 — Спичечный король[англ.] / The Match King — Олаф Кристофсен
- 1933 — Международный дом[англ.] / International House — доктор Вонг
- 1933 — Сражаясь с Китом Карсоном[англ.] / Fighting with Kit Carson — Мэтт Фарго (в 1—7 и 12 частях)
- 1933 — Возвращение незнакомки[англ.] / The Stranger's Return — доктор Крейг (в титрах не указан)
- 1933 — Только вчера[англ.] / Only Yesterday — инвестор с Уолл-стрит
- 1933 — Женщина[англ.] / Female — член правления (в титрах не указан)
- 1933 — Утиный суп / Duck Soup — Зандер
- 1934 — Возлюбленная[англ.] / Beloved — майор Таррант
- 1934 — Возвращение ужаса[англ.] / Return of the Terror — редактор
- 1934 — Остров сокровищ / Treasure Island — Джоб Андерсон, пират
- 1934 — Закон дикой природы[англ.] / The Law of the Wild — доктор Р. Н. Прайс (в 6, 11 и 12 частях)
- 1934 — Затерянные в стратосфере[англ.] / Lost in the Stratosphere — полковник Брукс
- 1934 — Бродвей Билл / Broadway Bill — председательствующий судья